# Małgorzata Treutler
Małgorzata Treutler de Traubenberg (ur. 21 grudnia 1945 w Krakowie, zm. 17 lipca 2013 w Warszawie) – polska scenograf i kostiumograf.

## Życiorys
Po ukończeniu krakowskiego liceum plastycznego rozpoczęła studia na Wydziale Architektury Wnętrz Akademii Sztuk Pięknych w Krakowie. Po trzecim roku studiów przeniosła się na Wydział Scenografii. 
Zadebiutowała w Teatrze Współczesnym w Szczecinie w 1971, była autorką kostiumów i scenografii dla teatrów w Gorzowie Wielkopolskim, Warszawie, Wrocławiu, a także w Rostocku, Dreźnie i Berlinie. W 1972 przygotowała scenografię do sztuki Igora Newerlyego Klik Klak w Warszawie. Następnie wyjechała do Wrocławia, gdzie przygotowała scenografię do Chorego z urojenia Moliera, a po powrocie do Warszawy do Cień Emila Młynarskiego w Teatrze Rozmaitości. W 1975 przygotowała kostiumy i scenografię do Tanga Sławomira Mrożka, które wystawiał Volkstheater w Rostocku. Od 1976 współpracowała z Teatrem Kwadrat, Teatrem Syrena, Warszawską Operą Kameralną, Teatrem Narodowym i Teatrem Rampa. Jej kostiumy i scenografia grały w sztukach we wrocławskim Teatrze Kalambur i w Teatrze Powszechnym im. Jana Kazimierza w Radomiu. Od 2010 była stałym scenografem stołecznego Teatru Rampa.
Jej pracownia scenograficzna mieściła się w kamienicy przy placu Zamkowym 15/19 lok. 14 w Warszawie.
Zmarła nagle 19 lipca 2014. Po mszy w warszawskim kościele Środowisk Twórczych w dniu 27 lipca 2013 urna z jej prochami została przetransportowana do Krakowa, gdzie 29 lipca spoczęła w rodzinnej krypcie na cmentarzu Rakowickim.